# Оссен (Верхні Піренеї)
Оссе́н (фр. Ossun) — муніципалітет у Франції, у регіоні Окситанія, департамент Верхні Піренеї. Населення — 2351 особа (01.01.2021).
Муніципалітет розташований на відстані близько 660 км на південь від Парижа, 130 км на захід від Тулузи, 10 км на південний захід від Тарба.

## Історія
До 2015 року муніципалітет перебував у складі регіону Південь-Піренеї. Від 1 січня 2016 року належить до нового об'єднаного регіону Окситанія.

## Клімат
Місто знаходиться у зоні, котра характеризується морським кліматом. Найтепліший місяць — серпень із середньою температурою 20.1 °C (68.2 °F). Найхолодніший місяць — січень, із середньою температурою 5.7 °С (42.3 °F).
| Клімат Оссена           | Клімат Оссена | Клімат Оссена | Клімат Оссена | Клімат Оссена | Клімат Оссена | Клімат Оссена | Клімат Оссена | Клімат Оссена | Клімат Оссена | Клімат Оссена | Клімат Оссена | Клімат Оссена | Клімат Оссена |
| Показник                | Січ.          | Лют.          | Бер.          | Квіт.         | Трав.         | Черв.         | Лип.          | Серп.         | Вер.          | Жовт.         | Лист.         | Груд.         | Рік           |
| Абсолютний максимум, °C | 22,6          | 29,2          | 29,1          | 30,1          | 32,9          | 37,9          | 38,2          | 39            | 35,8          | 33,8          | 27,6          | 26,1          | 39            |
| Середній максимум, °C   | 10,3          | 11,3          | 14,2          | 15,8          | 19,5          | 22,8          | 25,1          | 25,2          | 22,8          | 19            | 13,7          | 11            | 17,6          |
| Середня температура, °C | 5,7           | 6,4           | 9             | 10,7          | 14,5          | 17,8          | 20            | 20,1          | 17,4          | 13,9          | 9             | 6,4           | 12,6          |
| Середній мінімум, °C    | 1             | 1,5           | 3,7           | 5,6           | 9,5           | 12,8          | 14,9          | 14,9          | 11,9          | 8,7           | 4,3           | 1,8           | 7,6           |
| Абсолютний мінімум, °C  | −17,9         | −14,4         | −9,8          | −3,4          | −1,8          | 2,3           | 5,9           | 5,3           | 0,7           | −3,3          | −9,6          | −13,4         | −17,9         |
| Норма опадів, мм        | 59            | 52.5          | 48.7          | 74.6          | 88.1          | 75.5          | 70.9          | 71.7          | 79.5          | 85.5          | 83.8          | 69.5          | 859.3         |
| ----------------------- | ------------- | ------------- | ------------- | ------------- | ------------- | ------------- | ------------- | ------------- | ------------- | ------------- | ------------- | ------------- | ------------- |
| Джерело: Weatherbase    |               |               |               |               |               |               |               |               |               |               |               |               |               |

## Демографія
Динаміка населення (INSEE ):
Розподіл населення за віком та статтю (2006):
| Стать | Всього | До 15 років | 15-24 | 25-44 | 45-64 | 65-85 | Понад 85 |
| --- | ------ | ----------- | ----- | ----- | ----- | ----- | -------- |
| Чоловіки | 1073   | 241         | 87    | 283   | 300   | 162   | 0        |
| Жінки | 1166   | 190         | 91    | 309   | 253   | 240   | 83       |
| \| Статево-вікова піраміда \| Статево-вікова піраміда \| Статево-вікова піраміда \| \| ----------------------- \| ----------------------- \| ----------------------- \| \| Чоловіки \| Вік \| Жінки \| \| 0 \| 85 + \| 83 \| \| 20 \| 80-84 \| 35 \| \| 32 \| 75-79 \| 75 \| \| 59 \| 70-74 \| 67 \| \| 51 \| 65-69 \| 63 \| \| 63 \| 60-64 \| 44 \| \| 71 \| 55-59 \| 63 \| \| 107 \| 50-54 \| 75 \| \| 59 \| 45-49 \| 71 \| \| 75 \| 40-44 \| 79 \| \| 94 \| 35-39 \| 91 \| \| 55 \| 30-34 \| 95 \| \| 59 \| 25-29 \| 44 \| \| 32 \| 20-24 \| 24 \| \| 55 \| 15-20 \| 67 \| \| 55 \| 10-14 \| 24 \| \| 107 \| 5-9 \| 95 \| \| 79 \| 0-4 \| 71 \| |        |             |       |       |       |       |          |
| Статево-вікова піраміда |        |             |       |       |       |       |          |
| Чоловіки | Вік    | Жінки       |       |       |       |       |          |
| 0 | 85 +   | 83          |       |       |       |       |          |
| 20 | 80-84  | 35          |       |       |       |       |          |
| 32 | 75-79  | 75          |       |       |       |       |          |
| 59 | 70-74  | 67          |       |       |       |       |          |
| 51 | 65-69  | 63          |       |       |       |       |          |
| 63 | 60-64  | 44          |       |       |       |       |          |
| 71 | 55-59  | 63          |       |       |       |       |          |
| 107 | 50-54  | 75          |       |       |       |       |          |
| 59 | 45-49  | 71          |       |       |       |       |          |
| 75 | 40-44  | 79          |       |       |       |       |          |
| 94 | 35-39  | 91          |       |       |       |       |          |
| 55 | 30-34  | 95          |       |       |       |       |          |
| 59 | 25-29  | 44          |       |       |       |       |          |
| 32 | 20-24  | 24          |       |       |       |       |          |
| 55 | 15-20  | 67          |       |       |       |       |          |
| 55 | 10-14  | 24          |       |       |       |       |          |
| 107 | 5-9    | 95          |       |       |       |       |          |
| 79 | 0-4    | 71          |       |       |       |       |          |

## Економіка
2010 року серед 1442 осіб працездатного віку (15—64 років) 1080 були активними, 362 — неактивними (показник активності 74,9%, у 1999 році було 72,1%). З 1080 активних мешканців працювало 998 осіб (529 чоловіків та 469 жінок), безробітними було 82 (33 чоловіки та 49 жінок). Серед 362 неактивних 121 особа була учнем чи студентом, 159 — пенсіонерами, 82 були неактивними з інших причин.

У 2010 році в муніципалітеті числилось 906 оподаткованих домогосподарств, у яких проживали 2238,0 особи, медіана доходів виносила 18 926 євро на одного особоспоживача